# Cyclophthalmus
Cyclophthalmidae
Famille
Genre
Cyclophthalmus, unique représentant de la famille des Cyclophthalmidae, est un genre fossile de scorpions.

## Distribution
Les espèces de ce genre ont été découvertes en Tchéquie, au Royaume-Uni et en Russie. Elles datent du Carbonifère.

## Liste des espèces
Selon World Spider Catalog 20.5 :
- † Cyclophthalmus senior Corda, 1835
- † Cyclophthalmus robustus Kjellesvig-Waering, 1986
- † Cyclophthalmus sibiricus Novojilov & Størmer, 1963

## Publication originale
- Corda, 1835 : « Ueber den in der Steinkohlenformation bei Cholme gefundenen fossilen Scorpion. » Verhandlungen der Gesellschaft des vaterländischen Museums in Böhmen, vol. 13, p. 35-43.
- Thorell & Lindström, 1885 : « On a Silurian scorpion from Gotland. » Bihang till Kongl. Svenska Vetenskaps-Akademiens Handlingar, vol. 21, no 9, p. 1–33.